# 上州富岡站

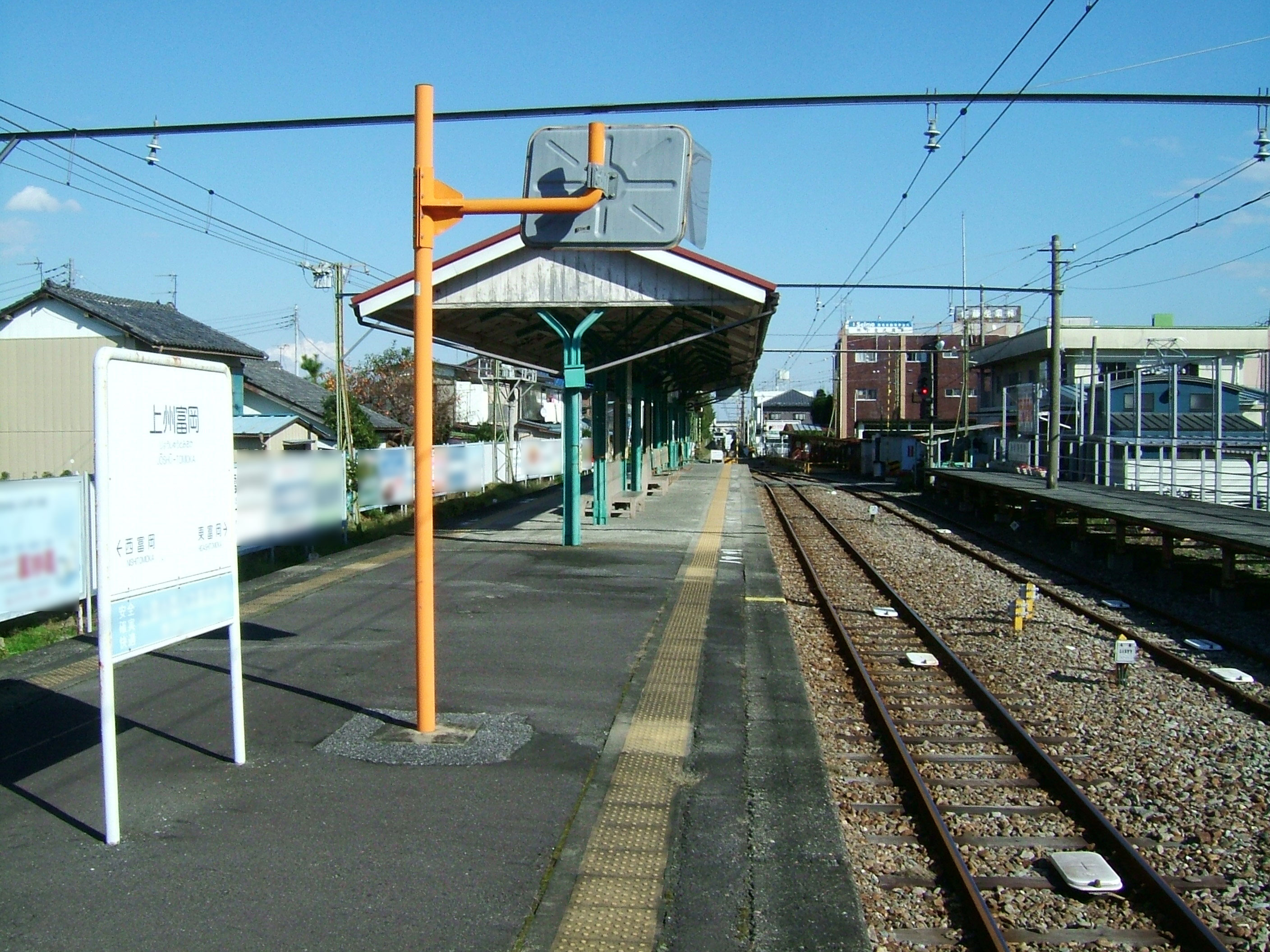
月台（2008年10月）

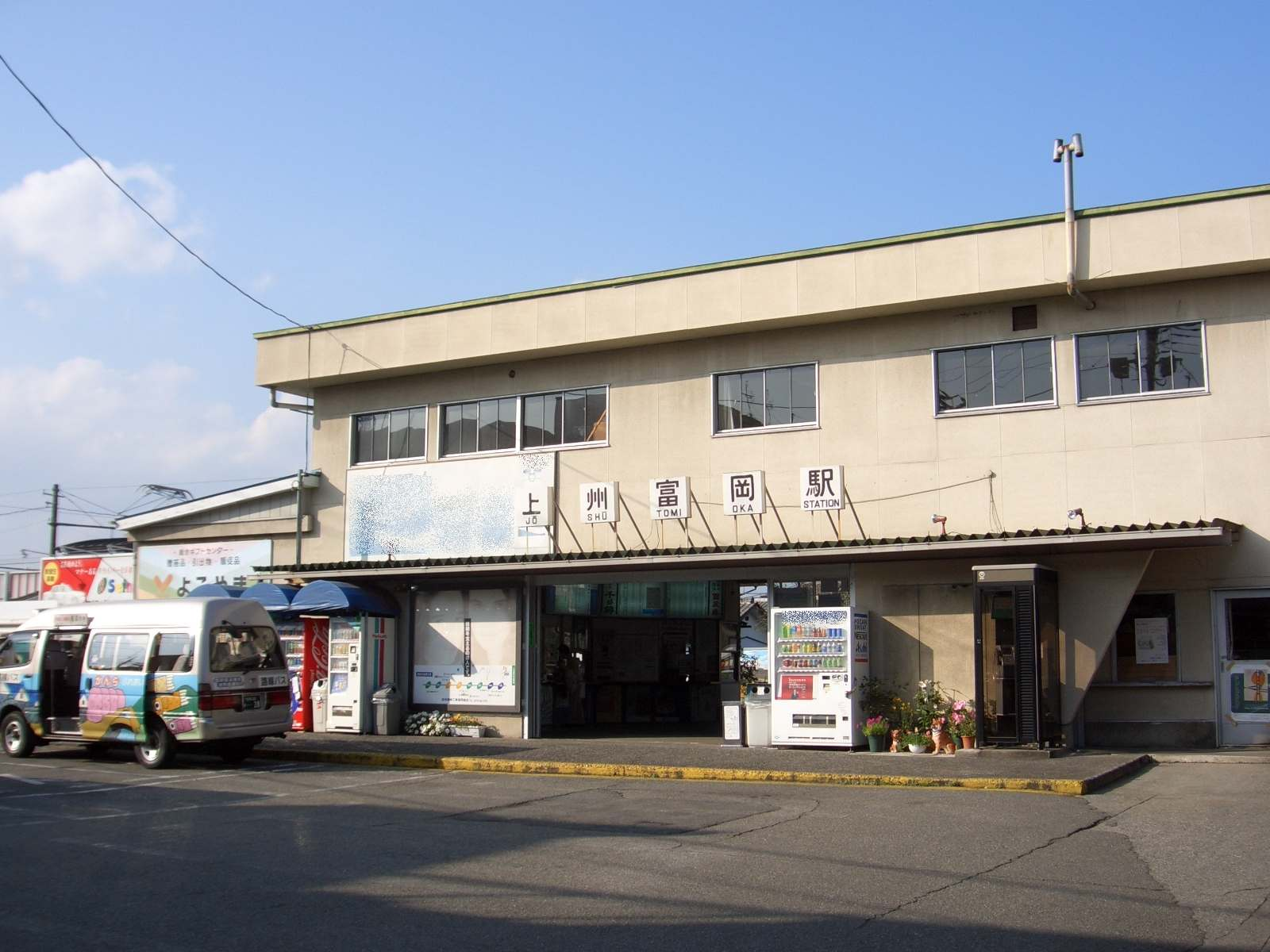
第二代車站大樓　於2013年2月拆毀重建

上州富岡站（日语：／ Jōshū-Tomioka eki */?）是位於群馬縣富岡市富岡1599番3號，上信電鐵的上信線車站。此站最接近世界遺產富岡紡紗廠。

## 概要
此站是在上信電鐵中其中一座主要車站。其他主要車站也包括高崎站、吉井站和下仁田站。經常會有2名站員當值。此站設有列車到發。

## 歷史
- 1897年（明治30年）7月2日 - 富岡站與第一代車站大樓啟用。
- 1921年（大正10年）- 車站名稱改為上州富岡站。
- 1970年（昭和45年）8月24日 - 第二代車站大樓建成。
- 2013年（平成25年）3月13日 - 第三代車站大樓重建工程開始。
- 2014年（平成26年）3月17日 - 第三代車站大樓建成[1]。

## 車站構造
此站是地面車站，設有1面1線的單式月台和1面2線的島式月台，共有2面3線的月台。
車站內設有資訊處，展示了包含富岡紡紗廠在內的觀光資訊。車站辦公室中，除了上信電鐵外，設有上信租賃辦公室。站前迴旋路上設有合乘的士站。
此站是整日有人車站。車站內設有公共空間、單車停泊場、公廁和自動販賣機。此站也設有由高見澤製造的自動售票機。
此站計劃把在車站與道路之間，包含停車場在內的交流廣場與鄰接環境廣場成為一體化的廣場。

### 月台
| 月台                   | 路線    | 方向             | 備註                 |
| ---------------------- | ------- | ---------------- | -------------------- |
| 1                      | ■上信線 | 高崎方向         |                      |
| 2                      | ■上信線 | 下仁田方向       |                      |
| 車站大樓一方的單式月台 | ■上信線 | 高崎、下仁田方向 | 從此站出發的車站使用 |

在單式月台上沒有編排月台編號。

### 車站大樓
第三代車站大樓在2014年3月17日開始使用。為了考慮富岡紡紗廠的玄關口，大樓屋頂使用了一些鋼柱支撐，牆身使用了磚頭。為了與富岡紡紗廠的磚頭有所相異，磚頭使用了淺棕色。車站大樓高度為約6.5米，為半開放式設計。
- 車站大樓全體是「鋼磚砌體(鋼鐵結構與磚頭混合結構)」構造。當中，牆身焊接了鋼柱，以獲得強大的抗震性。※富岡紡紗場的構造方式為「木磚砌體」
- 井山設計公司負責了站內與車站大樓周邊廣場的設計工作。
- 隨著建設第三代車站大樓，於2010年開設了上州富岡車站大樓設計檢討委員會。在2011年，向全國公開招募了上州富岡站車站大樓設計方案比賽。最後收到359份作品，選出了最優秀的定案，為武井誠（日语：武井誠）+鍋島千惠（日语：鍋島千恵）/TNA(T·N·A（日语：ティー・エヌ・エー）)設計方案。在2011年至2013年之間，群馬縣、富岡市、上信電鐵、觀光城市規劃團體、當地市民和設計者等進行了「站町會議」，討論重建的方向性。最後在2013年3月開始動工，在2014年3月17日舉行了第三代車站大樓的開幕儀式。

大樓獲獎
- 第12屆布魯內爾獎（日语：ブルネル賞）
- 2014年度好設計獎
- 2015年度日本建築學會獎
- 第56屆BCS賞　特別獎

### 舊車站大樓
在1897年（明治30年），第一代車站大樓落成。當時大樓外設有巴士站。

## 使用狀況
在2019年度1日平均乘車人次為442人。
| 年度 | 1日平均 乘車人次 |
| ---- | ---------------- |
| 2007 | 461              |
| 2008 | 447              |
| 2009 | 410              |
| 2010 | 430              |
| 2011 | 416              |
| 2012 | 429              |
| 2013 | 401              |
| 2014 | 629              |
| 2015 | 556              |
| 2016 | 509              |
| 2017 | 502              |
| 2018 | 446              |
| 2019 | 441              |

## 車站周邊
- 富岡市政廳
- 富岡警署（日语：富岡警察署）
- 富岡小澤郵局
- 富岡郵局（日语：富岡郵便局）
- 舊官營富岡紡紗廠（片倉工業富岡工場） - 車站西南方步行10分鐘
- 群馬縣立富岡東高等學校（日语：群馬県立富岡東高等学校）
- 群馬縣立富岡實業高等學校（日语：群馬県立富岡実業高等学校）
- 群馬縣道206號富岡停車場線（日语：群馬県道206号富岡停車場線）
- 群馬縣道10號前橋安中富岡線（日语：群馬県道10号前橋安中富岡線）
- 國道254號

## 巴士路線
| 乘車處 | 系統                                           | 主要途經                   | 目的地         | 巴士公司 | 備註           |
| ------ | ---------------------------------------------- | -------------------------- | -------------- | -------- | -------------- |
|        | 小野線                                         | 東富岡站、綜合醫院、下高尾 | 小町前         | 上信租賃 | 星期日暫停服務 |
| 額部線 | 東富岡站、綜合醫院、歷史博物館、宮城、東富岡站 | 富岡站                     | 星期日暫停服務 | 上信租賃 |                |
| 額部線 | 東富岡站、綜合醫院、七日市醫院、宮城、東富岡站 | 富岡站                     | 星期日暫停服務 | 上信租賃 |                |
| 丹生線 | 東富岡站、綜合醫院、七日市醫院、宮崎公園       | 岡部溫故館                 | 星期日暫停服務 | 上信租賃 |                |
| 菅原線 | 綜合醫院、七日市醫院、本村公會堂、妙義親睦廣場 | 菅原                       |                | 上信租賃 |                |

安中市和富岡市委托了民間公司，於2014年（平成26年）7月13日至12月21日之間的星期日開設前往橫川站的臨時巴士。在運行日，JR信越線設有SL列車班次，以便吸引該處乘客前往富岡市參觀（部分班次經磯部站）。

## 其他
- 隨著車站大樓重建，於2013年2月發售了「現時車站大樓不同的紀念入場券套裝」[4]。
- 當地中學會經常於此站進行職場體驗（日语：職場体験）。

## 相鄰車站
上信電鐵
上信線
東富岡－上州富岡－西富岡

## 注腳
1. ↑  畑広志. . 毎日新聞. 2014-03-18 （日语）.
2. ↑  富岡市統計書
3. 1 2  増田勝彦. . 毎日新聞. 2014-07-12 （日语）.
4. ↑  . 上信電鉄株式会社. 2013-02-05  [2015-06-27]. （原始内容存档于2016-01-01） （日语）.

## 外部連結
- 上州富岡 | 上信電鐵株式會社 （页面存档备份，存于）（日語）